# اسفستانج
اسفستانج یکی از روستاهای استان آذربایجان شرقی است که در دهستان سراجوی غربی بخش مرکزی شهرستان مراغه  و هفت کیلومتری این شهر واقع شده است و دارای جاذبه های خوب گردشگری از جمله برج کبوترخانه و غارهای میلیون ساله است.